# Guillermo Flores Avendaño
Guillermo Flores Avendaño (San Andrés Itzapa, Chimaltenango, Guatemala 17 de junio de 1894 - Ciudad de Guatemala, Guatemala 26 de mayo de 1982) fue un militar guatemalteco que ocupó el cargo de presidente de Guatemala desde el 27 de octubre de 1957 hasta el 2 de marzo de 1958. Fue designado por la Asamblea Constituyente como Segundo Designado a la presidencia de la República en marzo de 1957 y asumió como presidente provisional en octubre del mismo año por designación del congreso, tras las elecciones generales de 1957 cuyos resultados fueron anulados por fraude electoral.
Entregó el cargo a Miguel Ydígoras Fuentes quien ganó las elecciones de 1958. El 3 de marzo de 1958, fue nombrado Ministro de Defensa del gobierno de Ydigoras Fuentes.